# Берарская суба
Берарская суба — одна из суб (провинций) Империи Великих Моголов, существовавшая на территории бывшего Берарского султаната в 1596—1724 годах.

## История субы
В 1595 году падишах Акбар I Великий направил против Ахмаднагарского султаната армию под командованием Хан-и Ханана Абд ар-Рахима-мирзы и шахзаде Султан Мурада-мирзы. Вскоре они осадили хорошо укреплённый Ахмаднагар, но взять город не смогли, поскольку на помощь осаждённым пришли союзные войска из Биджапура. В 1596 году был заключен мирный договор, по одному из условий которого Берар переходил под власть Империи Великих Моголов. Присоединение Берара стало началом последовательного завоевания всего Деккана.
Шахзаде Султан Мурад-мирза стал первым субадаром учреждённой в результате этого Берарской субы. Своей столицей шахзаде избрал город Балапур, рядом с которым выстроил себе резиденцию Шахпур. При его преемнике столица переместилась в город Бурханпур.
В 1611 году Берар наряду с Ахмаднагаром и Хандешем откололся от империи, перейдя под контроль регента Ахмаднагарского султаната Малика Амбара. Окончательно Берар был возвращён в состав империи только в 1628 году.
Во время правления падишаха Аурангзеба Берарская суба захватывалась чхатрапати маратхов Самбхаджи в 1680 и Раджарамом I в 1698 годах. В 1720 году пешва маратхов Баладжи Вишванатх Бхат получил право собирать с Берарской субы земельные налоги от имени падишаха. В 1724 году Берарская суба вошла в состав только что образованного низамства Хайдарабад, фактически независимого от Империи Великих Моголов.

## Административное деление
Территория субы первоначально состояла из 13 саркаров и 242 паргана. В 1636 году падишах Шах-Джахан отделил от Берарской субы саркар Телангана и создал из него отдельную субу (просуществовала она недолго: в 1657 году её присоединили к Бидарской субе). С 1636 года столицей Берарской субы был город Элличпур.
| №   | Саркар                   | Количество паргана |
| --- | ------------------------ | ------------------ |
| 1.  | Гавил                    | 46                 |
| 2.  | Хедала                   | 35                 |
| 3.  | Паванар                  | 5                  |
| 4.  | Нарнала                  | 34                 |
| 5.  | Каламб                   | 31                 |
| 6.  | Вашим                    | 8                  |
| 7.  | Махур                    | 20                 |
| 8.  | Маникдург                | 8                  |
| 9.  | Патхри                   | 18                 |
| 10  | Телангана (до 1636 года) | 19                 |
| 11. | Рамгад                   | 5                  |
| 12. | Мехкар                   | 4                  |
| 13. | Байтулавади              | 9                  |

## Субадары Берара
| Правил     | Правил     | Имя                                | Дополнительно                                                         |
| с          | по         | Имя                                | Дополнительно                                                         |
| ---------- | ---------- | ---------------------------------- | --------------------------------------------------------------------- |
| 1596       | 12.05.1599 | Султан Мурад-мирза                 | Шахзаде. 4-й сын падишаха Акбара. Умер от пьянства.                   |
| 1599       | 8.04.1604  | Султан Даниал-мирза                | Шахзаде. 5-й сын падишаха Акбара. Умер от белой горячки.              |
|            |            |                                    |                                                                       |
| 1616       | 1622?      | Абд ар-Рахим-мирза                 | Сын Байрам-хана. Носил титул Хан Ханан. Умер в 1626.                  |
|            | 28.10.1626 | Султан Мухаммад Парвиз-мирза       | Шахзаде. 2-й сын падишаха Джахангира.                                 |
|            |            |                                    |                                                                       |
| 24.07.1636 | 7.06.1644  | Султан Мухаммад Аурангзеб Бахадур  | Шахзаде. 3-й сын падишаха Шах Джахана I.                              |
|            |            |                                    |                                                                       |
| 25.07.1648 | 14.09.1649 | Султан Мухаммад Мурад Бахш Бахадур | Шахзаде. 7-й сын падишаха Шах Джахана I. Казнён в тюрьме в 1661 году. |
|            |            |                                    |                                                                       |
| 17.07.1652 | 20.06.1658 | Султан Мухаммад Аурангзеб Бахадур  | Шахзаде. 3-й сын падишаха Шах Джахана I. Повторно.                    |
|            |            |                                    |                                                                       |
| 1660       | 1663       | Шаиста-хан                         | Сын Асаф-хана, брат Мумтаз-Махал.                                     |
| 1663       | 1673       | Султан Мухаммад Муаззам-мирза      | Шахзаде. 3-й сын падишаха Аламгира I.                                 |
|            |            |                                    |                                                                       |
| 30.09.1678 | 31.05.1680 | Султан Мухаммад Муаззам-мирза      | Шахзаде. Носил титул Шах-и-Алам. 3-й сын падишаха Аламгира I.         |
|            |            |                                    |                                                                       |
| 1724       | 19.07.1724 | Шахарийар Шах Бахадур              | Шахзаде. 1-й сын падишаха Мухаммад Шаха. Умер молодым.                |